# Алтънтаг
Алтънтаг или Алтъншан (на китайски: 阿尔金山; на уйгурски ئالتۇن تاغ, Алтун Тағ, „златна планина“) е мощна планинска верига в Централна Азия, в [[Китай|Западен Китай], в Синдзян-уйгурски автономен регион и провинция Цинхай. Простира се от запад-югозапад на изток-североизток приблизително на около 800 km и представлява естествена връзка между планинските системи на Кунлун на югозапад и Наншан на североизток. Разделя Таримската на север от Цайдамската падини на юг. Склоновете ѝ, обърнати към Таримската падина са стръмни, на места почти отвесни с денивелация от 2000 – 3000 m, а към Цайдамската – предимно полегати с денивелация от 500 – 1000 m. релефът на планината е коренно различен в западните и източните ѝ части. Югозападната част представлява мощна планинска система със скалисти и силно разчленените хребети Токуздавантаг и Актаг, покрити с вечни снегове и ледници. Тук се издига и максималната височина от 6161 m на Алтънтаг. Североизточната част е съставена от редица къси хребети и масиви с височина над 5000 m с ограничени участъци от снегове и ледници. Централните части на планината, са тесни и ниски, преобладаващите височини са до 3000 – 3500 m, а формите на релефа са с меки очертания и слабо разчленени.
Алтънтаг е изграден предимно от древни гнайси, кристалинни шисти и филити. Разработват се находища на хромови, оловно-цинкови, никелови руди и платина. Климатът е сух, рязко континентален. Най-големите реки са Черчен и нейните десни притоци и се намират в западните ѝ части, а в централните и източни райони постоянни реки почти липсват. Ниските подножия на планината са заети от каменисто-чакълести пустини. По дълбоко врязаните в склоновете речни долини расте ефедра, саксаул, тамариск, солянка, а обширни пространства от склоновете са почти лишени от растителност. Високия планински пояс е зает от планинско-степна растителност и алпийски пасища. Гори няма. Животинският свят е беден (диви якове, антилопи ада, а в югозападните части антилопи аронго). Планината Алтънтаг е открита, първично изследвана и частично картирана през 1876 г. от руския пътешественик Николай Пржевалски.